# Cartagenerismo

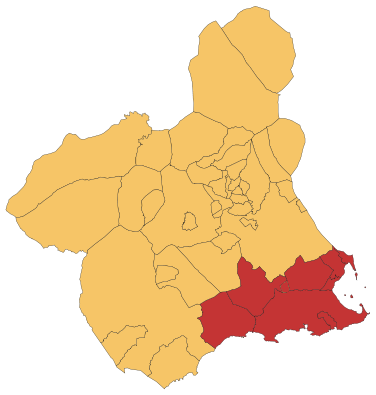
Extensión de una hipotética provincia de Cartagena dentro de la Región de Murcia, con los municipios de Cartagena, Fuente Álamo, Los Alcázares, La Unión, Mazarrón, Torre-Pacheco, San Javier y San Pedro del Pinatar, así como la pedanía murciana de Lobosillo.

El cartagenerismo es un movimiento social, político e ideológico de España, centrado en Cartagena, que persigue el derecho y el reconocimiento de un territorio autónomo que incluya a este municipio y su comarca, el Campo de Cartagena, que incluye a los municipios de La Unión, Los Alcázares, San Javier, San Pedro del Pinatar, Torre Pacheco, Fuente Álamo, algunas pedanías del sur de Murcia, como Lobosillo, además de Mazarrón (que no pertenece geográficamente en su totalidad al Campo de Cartagena); así como la defensa de la identidad cartagenera y de su entorno.
El territorio en cuestión, tendría una extensión similar a la provincia de Guipúzcoa, una población de 409.586 habitantes, mayor que la de 15 provincias españolas, incluyendo la Comunidad Autónoma de La Rioja, y su capital, Cartagena tiene más población que 37 capitales de provincia o autonómicas.
Es una vertiente de pensamiento que aglutina tanto a ciudadanos de izquierda como de centro y derecha, dentro de la cual pueden distinguirse básicamente dos corrientes, en función de la relación que los cartageneristas creen que debe tener Cartagena con la Región de Murcia, a la que pertenece actualmente.
Los colectivos que proponen la biprovincialidad aducen que la Región de Murcia aumentaría su representación en las Cortes españolas, con 4 escaños más en el Congreso de los Diputados y 2 más en el Senado, equiparándose al de otras comunidades que, con menor población, tienen más representantes en las Cortes.
Según la empresa demoscópica "Murcia-electoral", el 86% de los cartageneros son partidarios de una nueva provincia Así mismo, según "Electomanía", dentro de una corriente más minoritaria en el cartagenerismo, el 7,5 % serían partidarios de formar una nueva región

## Corrientes

Bandera de la provincia marítima de Cartagena, comúnmente utilizada por los partidarios del provincialismo.

### Provincialismo
Esta corriente defiende la constitución de Cartagena como la 51.ª provincia de España y la obtención de mayores cuotas de autogobierno respecto al gobierno central de la Región. Algunos partidarios del provincialismo van más allá y piden el renombramiento de esta como "Comunidad del Sureste", "Comunidad Levantina" o "Región de Cartagena y Murcia", denominaciones a su modo de ver más neutrales que la de "Región de Murcia".

### Regionalismo
Esta corriente, por su parte, defiende la segregación total entre Cartagena y el resto de la Región con el fin de crear una comunidad autónoma independiente a la Región de Murcia, a la que ven como una agrupación de población artificial. Se trata de una corriente muy minoritaria y que no cuenta con ningún partido que la respalde.

## Población
Población de los municipios (o pedanías de otros municipios) comprendidos dentro del Campo de Cartagena, ordenados por su distancia a Cartagena, y que forman su área metropolitana. Cartagena es el 23.º municipio de España por número de habitantes, mientras que el Campo de Cartagena es la 16.ª área metropolitana de España.
| Municipio             | Población (2018) | Superficie (km²) | Densidad de población (hab/km²) |
| --------------------- | ---------------- | ---------------- | ------------------------------- |
| Cartagena             | 213 943 hab.     | 558, 08          | 391,06                          |
| La Unión              | 19 907 hab.      | 24, 6            | 772, 72                         |
| Torre-Pacheco         | 35 614 hab.      | 189, 4           | 179, 04                         |
| Los Alcázares         | 15 674 hab.      | 19, 82           | 819, 93                         |
| Lobosillo (Murcia)    | 1 889 hab.       | 12, 16           | 271, 55                         |
| San Javier            | 31 905 hab.      | 74, 2            | 439, 91                         |
| Fuente Álamo          | 16 184 hab.      | 273              | 59,25                           |
| San Pedro del Pinatar | 25 167 hab.      | 22, 32           | 1088, 04                        |
| Mazarrón              | 31 562 hab.      | 318, 7           | 111, 1                          |
| Resto Campo de Murcia | 9 510 hab.       | 362, 86          | 26, 21                          |
| Total                 | 401 355 hab.     | 1 855,14 km²     | 216,35 hab/km²                  |

La densidad de población del Campo de Cartagena, 216,35 hab/km², es superior a la de la Región de Murcia (129,94 hab/km²).

## Motivaciones
Para apoyar sus reclamaciones, los cartageneristas arguyen una serie de razones:
- A causa de su uniprovincialidad, la Región de Murcia posee menos representantes en las Cortes Generales de los que por su peso económico o demográfico le pertenecen. En la actualidad cuenta con 10 diputados y 4 senadores, pero con arreglo a la creación de una segunda provincia, la Región contaría con 2 diputados y 4 senadores más, aumentando su relevancia política a nivel nacional.
- En 2008, los 376.206 habitantes del Campo de Cartagena (26,4% de la población de la comunidad), asentados en un 13,1% del territorio de la Región, facturaron el 30,1% de la producción de esta.
- En el reparto de los Presupuestos Generales de la Comunidad en los últimos años, el 74% se invirtieron en Murcia, siendo el restante 26% repartido entre los demás municipios. Cartagena recibe entre el 4 y el 8% de los fondos, cuando por población le correspondería el 18%.[7]
  - En este sentido, los presupuestos de 2013 fueron fuertemente criticados por las formaciones cartageneristas y socialistas en el Ayuntamiento y la Asamblea Regional, ya que suponían a su forma de ver, para unos, «una traición a toda la comarca de Cartagena»[8]  y para otros, «un agravio comparativo para Cartagena con respecto al resto de la Región, y especialmente de la capital»,[9] cuyas inversiones suponen el triple de las realizadas en Cartagena.[10]
  - Los presupuestos de la Región de Murcia de 2014, otorgan a Cartagena en proporción, un 40% menos que a Murcia, y un 13% menos que la media regional. El grupo municipal de Movimiento Ciudadano calificó de «agresión» el recorte planteado por el Gobierno regional para 2014, y de «maltrato sistemático» la menor inversión respecto a Murcia y la media regional, que lleva repitiéndose 6 años.[11]
- La norma jurídica más importante de España, la Constitución, no solo no prohíbe la creación de nuevas provincias, sino que se permite nuevas agrupaciones de municipios en el artículo 141, bajo las condiciones de aprobación de Ley Orgánica y reforma del Estatuto de Autonomía.
- En muchas ocasiones se percibe la política regional y nacional como centralista. Estas suposiciones son avaladas por estudios como el de José M. Serrano, profesor de la Universidad de Murcia, que revelan que Murcia posee el 48,68% de los equipamientos de la Región, así como por los cierres y traslados a Murcia de diferentes sucursales desde que la Región de Murcia es autónoma, dependan de la administración regional o de la estatal, y que suponen pérdida de riqueza y empleo para Cartagena:[7][12]
  - Cierre del Banco de España en Cartagena, y traslado de los servicios a Murcia.
  - Traslado de la Delegación de Tabacalera a Murcia.
  - Reducción de plantilla en la comisaría de Policía Nacional de Cartagena.
  - Traslado de la delegación de Correos a Murcia, así como su gestión comercial.
  - Traslado a Murcia de los servicios del puerto y Aduanas del Puerto de Cartagena.
  - Traslado a Murcia de los servicios de Telefónica.
  - Cierre de la plaza de toros de Cartagena, la tercera más antigua del país (1.ª y 2.ª categoría), por el gobernador civil de Murcia en 1986, con el fin de sacar a la luz los restos del anfiteatro romano sobre el que se construyó. Sin embargo la plaza permaneció cerrada durante más de 30 años sin que se llevase a cabo ninguna actuación, y no fue hasta 2017 que se dio inicio al proyecto arqueológico.[13]
  - Traslado a Murcia (Nonduermas) de la terminal ferroviaria de contenedores.
  - Traslado a Murcia de los servicios de Defensa.
  - Traslado a Murcia de la Delegación de Distribución de Prensa.
  - Pérdida del Aula de Magisterio.
  - Paralización de la ampliación de los Juzgados.
  - Pérdida de la Escuela Regional de Hostelería.
  - Pérdida del Palacio de Exposiciones y Congresos, actualmente en Murcia (Auditorio y Centro de Congresos de la Región de Murcia).
  - Paralización de la ampliación del tren de vía estrecha Renfe Cercanías AM a Cabo de Palos.
  - Desvío de la autovía del Mediterráneo al interior de la Región de Murcia, evitando su paso por el litoral mediterráneo, incluyendo Cartagena y toda su comarca.
  - Pérdida de la Delegación del Centro Farmacéutico de Cartagena en favor de Murcia.
  - Traslado a Murcia del Instituto Anatómico Forense.
  - Traslado de la Delegación Provincial de Cultura desde el Palacio de Aguirre (Cartagena) a Murcia.
  - Traslado del parque tecnológico a Fuente Álamo, incumpliendo su aprobación por la Asamblea Regional para Cartagena. Esta localización, a pesar de encontrarse en la comarca del Campo de Cartagena, dificulta las inversiones y la colaboración con la Universidad de Cartagena.
  - Generación de pobreza comarcal al contratar y subcontratar obras de las distintas administraciones públicas con empresas, en su mayoría, foráneas de la comarca de Cartagena.
  - Cierre de la cárcel de San Antón, y traslado de las infraestructuras y servicios carcelarios a Murcia, acabando con una tradición muy antigua, ligada a la historia militar de la ciudad.
  - Pretensiones de división de la comarca del Campo de Cartagena, con la creación de la comarca del Mar Menor, separada de la comarca del Campo de Cartagena. Hay que tener en cuenta que el municipio con más kilómetros de costa marmenorense es, con diferencia, el de Cartagena. Geográficamente hablando, la comarca del Mar Menor se encuentra en el Campo de Cartagena.
  - Construcción de un nuevo recinto ferial en la Región de Murcia, IFEMU, situado en Murcia, que competirá con el ya existente recinto ferial de la Región de Murcia, IFEPA, situado en Torre Pacheco, en el Campo de Cartagena.
  - Pérdida del Foro Euromediterráneo.
  - Traslado del consulado francés a Murcia.
  - Incumplimiento de la ley 5/1998 de creación de la Universidad Politécnica de Cartagena (UPCT), por la que, según su sexto artículo, todos los centros de enseñanza universitaria de Cartagena adscritos a la Universidad de Murcia pasarían a estar adscritos a la nueva UPCT.[14]  A día de hoy tal cosa no ha sucedido. El único centro adscrito actualmente a la UPCT es la Escuela Universitaria de Turismo de Cartagena. Sin embargo, en Cartagena se pueden estudiar a través de centros adscritos a la Universidad de Murcia, los siguientes grados: enfermería a través de la Escuela Universitaria de Enfermería de Cartagena (nacida en 1952 y adscrita a la UM en 1996, solo dos años antes de la creación de la UPCT),[15] y magisterio infantil, magisterio de educación primaria y relaciones laborales y recursos humanos a través del centro concertado ISEN.
  - Cierre provisional, en 2010, del Centro Histórico-Fotográfico de la Región de Murcia (Cehiform), situado en el Palacio de Aguirre de Cartagena. La razón fue la falta de fondos para adecuar las nuevas instalaciones del Cehiform en la Casa del Niño de Cartagena. En 2014, la Consejería de Economía y Hacienda de la Comunidad pretende obtener 50 millones de euros con la venta de 12 inmuebles públicos, entre estos, la Casa del Niño. Actualmente, la labor divulgativa del Cehiform se esté realizando en el centro de arte ubicado en la Casa Díaz-Cassou, en Murcia.[16]
  - Pretensión de traslado de las funciones públicas del Aeropuerto de San Javier, al nuevo Aeropuerto de Corvera. Corvera se encuentra geográficamente en el Campo de Cartagena, pero pertenece al municipio de Murcia. Así, el Campo de Cartagena perderá esta infraestructura y los puestos de trabajo asociados a ella.
  - Tras muchos años de promesas, aún no ha comenzado la descontaminación de la bahía de Portmán y la Sierra Minera de Cartagena. La concesión para la limpieza de este enclave natural ha sufrido continuos retrasos y a fecha de 2019 se encuentra suspendida judicialmente por alegaciones de una de las empresas candidatas.[17] Mientras tanto, la población de Portmán y por ende el municipio de La Unión (perteneciente al Campo de Cartagena) siguen privados del uso tanto turístico como deportivo de esta bahía y playa, que antaño fue de las más bonitas de la Región.
  - A principios de octubre de 2013, el área de salud de Cartagena, tiene 2,2 camas en funcionamiento por cada mil habitantes, mientras la media de la Región se sitúa en 3,15 camas. Sin embargo, la Consejería de Sanidad de la Región de Murcia ha decidido el cierre de urgencias y psiquiatría del Hospital Santa María del Rosell, dejando este hospital sin camas para ingresos hospitalarios. Los vecinos de Cartagena y de todo el Campo de Cartagena, así como algunos medios de comunicación y partidos políticos han mostrado su disconformidad a este proceso, ya que consideran que un hospital sin urgencias ni camas no es un hospital. Lo han hecho a través de varias iniciativas, como una recogida de firmas, o la convocatoria de una manifestación en Cartagena el día 17 de octubre, a la que acudieron unas 20.000 personas, según diversas fuentes.[18][19][20]
  - Traslado a Murcia de la V edición de la carrera Solar Race, cuando la carrera nació en Cartagena en el año 2009. La carrera tuvo lugar en el Circuito de Cartagena durante todas sus ediciones hasta 2014, año en que se celebró en un circuito urbano en la ciudad de Murcia. En la carrera participan prototipos fabricados por estudiantes de la Universidad Politécnica de Cartagena.
- Asimismo, un estudio encargado por el grupo municipal de Movimiento Ciudadano en el Ayuntamiento de Cartagena concluye que el Campo de Cartagena «tiene una dimensión y poder político suficiente como para poder ser considerada como provincia».[21]
- La biprovincialidad supondría la superación de reales o supuestos agravios sufridos por Cartagena, de modo que esta podría adherirse al todavía escaso sentimiento regional. Tal es la desafección a este, que una mayoría de cartageneros se contempla antes españoles y europeos que murcianos.[22]

## Historia

### Génesis

#### Antigüedad
Diversos autores de la Edad Antigua, como Polibio, Justino, Estrabón o Pompeyo Trogo otorgan a la ciudad de Cartagena una fecha fundacional circa 1184 a. C. Sin embargo, las primeras referencias de la ciudad como capital territorial o provincial las encontramos en la época púnica. Cartagena fue fundada en el año 227 a. C. por el general Asdrúbal el Bello, sobre dicho asentamiento anterior ibérico o tartésico conocido como Mastia. Esto se explica por la certeza de los intercambios comerciales con los fenicios desde al menos el siglo VI a. C.. Durante la dominación cartaginesa, la ciudad fue capital del reino de los Bárcidas en la península ibérica.
El siguiente ejemplo de capitalidad para Cartagena lo encontramos tras la toma de la ciudad por los romanos, por su general Escipión el Africano en el 209 a. C. La ciudad fue nombrada municipium tras su conquista y años más tarde y debido a la importancia de la ciudad fue ascendida al rango más alto que podía ostentar una ciudad del imperio, el de colonia, con el nombre de "Colonia Urbs Iulia Nova Carthago" (CVINC). Con la división administrativa de Diocleciano en 298 se crea la provincia Carthaginense, con capital en Carthago Nova.
Con la caída del Imperio romano de Occidente en el año 476, la ciudad pasa a poder visigodo, manteniendo su estatus social de época romana y, posteriormente y dentro de las guerras civiles visigodas, el emperador bizantino Justiniano I conquista gran parte de la franja sur peninsular, otorgando a Cartagena la capitalidad de la provincia de Spania con el nombre de Carthago Spartaria.

#### Edad Media
Por alguna razón que se desconoce, la Ciudad de Cartagena no aparece mencionada en el tratado por el que el conde Teodomiro entrega la región del sureste a los musulmanes, quizás se deba a que entre 621-623 fue destruida por Suintila.23 lo que redujo su perímetro urbano. 
Durante la Edad Media, las poblaciones de la comarca de Cartagena forman parte del Reino de Murcia, primero bajo dominación islámica y posteriormente como parte de la Corona de Castilla, a partir de la conquista de Alfonso X El Sabio. Por esta razón histórica se denomina actualmente a la Comunidad Autónoma de la que forma parte la comarca de Cartagena, "Región de Murcia". En esta época (1250) fue restaurada la diócesis católica de Cartagena, si bien al poco tiempo (1291) se produce el traslado a la ciudad de Murcia.

#### La provincia del Antiguo Régimen

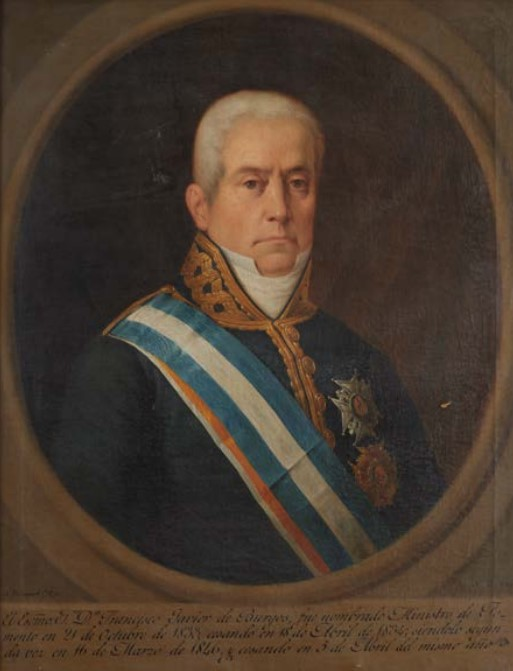
Javier de Burgos en un grabado contemporáneo.

Por Real Orden de 29 de agosto de 1726, Cartagena se convierte en la capital del Departamento Marítimo del Mediterráneo, que se subdividiría en 1748 en provincias marítimas, de forma que Cartagena quedó también como capital de su propia provincia marítima.
Más tarde, un real decreto de 25 de septiembre de 1799 establece la creación de seis nuevas provincias administrativas como parte de un plan de reforma fiscal auspiciada por el ministro Miguel Cayetano Soler. Nacen así durante el reinado de Carlos IV las provincias de Alicante, Asturias, Cádiz, Cartagena, Málaga y Santander, independientes de las intendencias y juntas provinciales de Valencia, León, Sevilla, Murcia, Granada y Burgos, de las que fueron segregadas, pero única y exclusivamente en el aspecto fiscal, de forma que no se le otorgaron a estas nuevas provincias otras atribuciones como fomento o ejército,. De esta forma surge la provincia de Cartagena, que no llegó a subsistir, pues su duración fue efímera al extinguirse en 1805.
En 1833, el secretario de Estado de Fomento Javier de Burgos concluyó la división territorial de España que llega hasta hoy, en la que no se incluía la provincia de Cartagena. Es por ello que los cartageneristas suelen hablar de "restitución" de su provincia en sus manifiestos.

#### Protocartagenerismo
Al igual que el regionalismo murciano, el cartagenerismo establece sus inicios en la Revolución cantonal de 1873, durante la cual la ciudad de Cartagena lideró la insurrección federalista contra la Primera República y sería capital provisional —mientras durase la guerra— del Cantón Murciano y también del Gobierno Provisional de la Federación Española —que dirigía toda la insurrección cantonal—. Como el éxito del alzamiento cantonal duró menos de un mes en el resto de la provincia de Murcia, y solo se mantuvo en la ciudad de Cartagena y sus alrededores, resistiendo seis meses respecto al resto de España, el Cantón murciano es denominado como Cantón de Cartagena.
La primera petición oficial de restitución de la provincia por el Ayuntamiento de Cartagena fue la del 7 de abril de 1924, cuando durante la dictadura de Primo de Rivera el alcalde Alfonso Torres López elevó un informe al Presidente del Directorio Militar con las razones para la recuperación de la autonomía cartagenera, suscrito por altas personalidades de la ciudad.
Con el advenimiento de la Segunda República, el cartagenerismo no entró en los programas de los partidos políticos, triunfando electoralmente las candidaturas representantes del movimiento obrero. El exalcalde Torres intentó recuperar el poder presentándose a las elecciones generales de 1931 a la cabeza del llamado Partido Cartagenerista. Desde este proclamaba un pensamiento localista, pero la historiografía ve una maniobra de carácter populista con el que pretendía ocultar su verdadera ideología tradicionalista. Sea como fuere, este partido pasó desapercibido para los electores, lo que no ha evitado que reaparezca en el presente, y que la imagen actual de Torres sea la de un cartagenero modélico.

### Etapa democrática

#### 1976-1998
Podemos sin embargo reconocer el momento álgido y verdadero nacimiento de esta ideología en los años setenta y ochenta del siglo XX cuando una grave crisis industrial azotaba Cartagena y las localidades circundantes, como La Unión. Fue entonces cuando un sector de los ciudadanos se opuso de forma radical a formar parte de la entonces joven Región de Murcia, que había llegado a reconocer la identidad de la ciudad y su entorno en el Anteproyecto del Estatuto Provisional de Autonomía. Finalmente fue constituida la Región en comunidad autónoma uniprovincial con la sede de Gobierno en la ciudad de Murcia y la sede parlamentaria en Cartagena, con la intención de contentar a los separatistas, pero esta solución no consiguió convencerlos, de manera que se manifestaron el 17 de abril de 1978 ante la plaza del Ayuntamiento en un número de 12.000 personas, con la presencia de oradores como Carlos Romero Galiana, del Partido Cantonal.
El 29 de enero del año 1990 el pleno municipal de Cartagena, presidido por el edil Antonio Vallejo Alberola (quien gobernó entre 1987 y 1991 por el PCAN), acordó el nombramiento del rey Juan Carlos I como alcalde honorario. El monarca se trasladó a la ciudad acompañado la reina Sofía, en la que fue investido y recibió los atributos del cargo (bastón de mando, medalla corporativa y fajín). El alcalde aprovechó la ocasión para repetir el gesto del anterior alcalde Enrique Escudero de Castro, esto es, la solicitud oficial de mediación por la provincia de Cartagena. Años después, en abril de 1994, el Partido Cantonal recogió 35.000 firmas apoyando la realización de un referéndum sobre la provincialidad de Cartagena.
A escala nacional, destaca el intento del senador socialista Antonio Martínez Ovejero, quien presentó el 23 de septiembre de 1981 una proposición no de ley en favor de la provincia de Cartagena. La propuesta fue rechazada por el voto en contra del partido en el Gobierno, Unión de Centro Democrático (52 votos), que sobrepasó los votos a favor de PSOE y PNV (38).

#### 1998-actualidad
El 5 de marzo de 1998, durante la primera legislatura de Pilar Barreiro como alcaldesa, los grupos municipales entre los que se incluían PP, PSOE e IU aprobaron por unanimidad una moción en la que se reconocían las aspiraciones cartageneras a la provincialidad, comprometiéndose el Ayuntamiento incluso a la celebración de un referéndum, sin que posteriormente el grupo popular, que preside aún el Consistorio, volviese a interesarse por la cuestión.
La reforma estatutaria de 2006 trajo de nuevo a la palestra el debate sobre la biprovincialidad, con la publicación de un estudio favorable de Francisco García, doctor en Derecho constitucional en la Universidad de Murcia y la presión de los empresarios cartageneros en el ejecutivo regional. En respuesta, el presidente Ramón Luis Valcárcel se manifestó a favor de la apertura de un debate ciudadano sobre el tema, sin que posteriormente se materializara ningún avance.
Todavía hoy hay movilizaciones populares para pedir la provincialidad de Cartagena dentro de la Región de Murcia y también, en menor medida, para pedir simplemente su independencia. A pesar de no poseer mucha representación en el Ayuntamiento, el sentimiento cartagenerista se ha llegado a manifestar en la formación local del PSOE, cuya candidata en las elecciones municipales de 2011, Caridad Rives Arcayna, se posicionó a favor de la biprovincialidad.
Desde los comicios locales de 2015, el movimiento cartagenerista, representado en el partido Movimiento Ciudadano, volvió a irrumpir con fuerza en el Ayuntamiento de Cartagena logrando cinco concejales y ocupando, mediante coalición con el PSOE, la alcaldía durante la mitad de la legislatura. Así mismo y tras las elecciones municipales de 2019, el cartagenerismo volvió a ser la fuerza más votada del municipio, algo que no sucedía desde que en 1987 el PCAN fuera la fuerza más votada.
Tras los comicios de abril de 2023, Movimiento Ciudadano consiguió ocho diputados en el pleno municipal de Cartagena, en el ayuntamiento de la Unión la formación quedó fuera del mismo, siendo su primera vez presentándose a la misma, mismo caso que en la asamblea regional, perdiendo su escaño con un 96% de escrutinio. La formación presentó un posible escándalo a la junta electoral en una mesa de la aljorra pero fue ignorado por la junta. Tras este parón en seco del Cartagenerismo, el dirigente del partido José López, dimite, cediendo el puesto a Jesús Garriga. El partido preside la oposición al gobierno del PP y VOX. Destaca la presentación de una moción para exigir a la Asamblea regional la comarcalización de la Región de Murcia, siendo esta aprobada por unanimidad. Reclamando una autonomía para cada comarca de la región, poniendo a Cartagena como prioritaria.

## Críticas

### Antimurcianismo
En los inicios de la Transición, el Partido Cantonal, primer partido cartagenerista, se mostró en contra de la integración de la ciudad en la Región de Murcia. En aquel momento, varios concejales del PCAN, previa llamada a la prensa, descolgaron de un balcón del ayuntamiento la recién nacida bandera regional y la hicieron jirones.

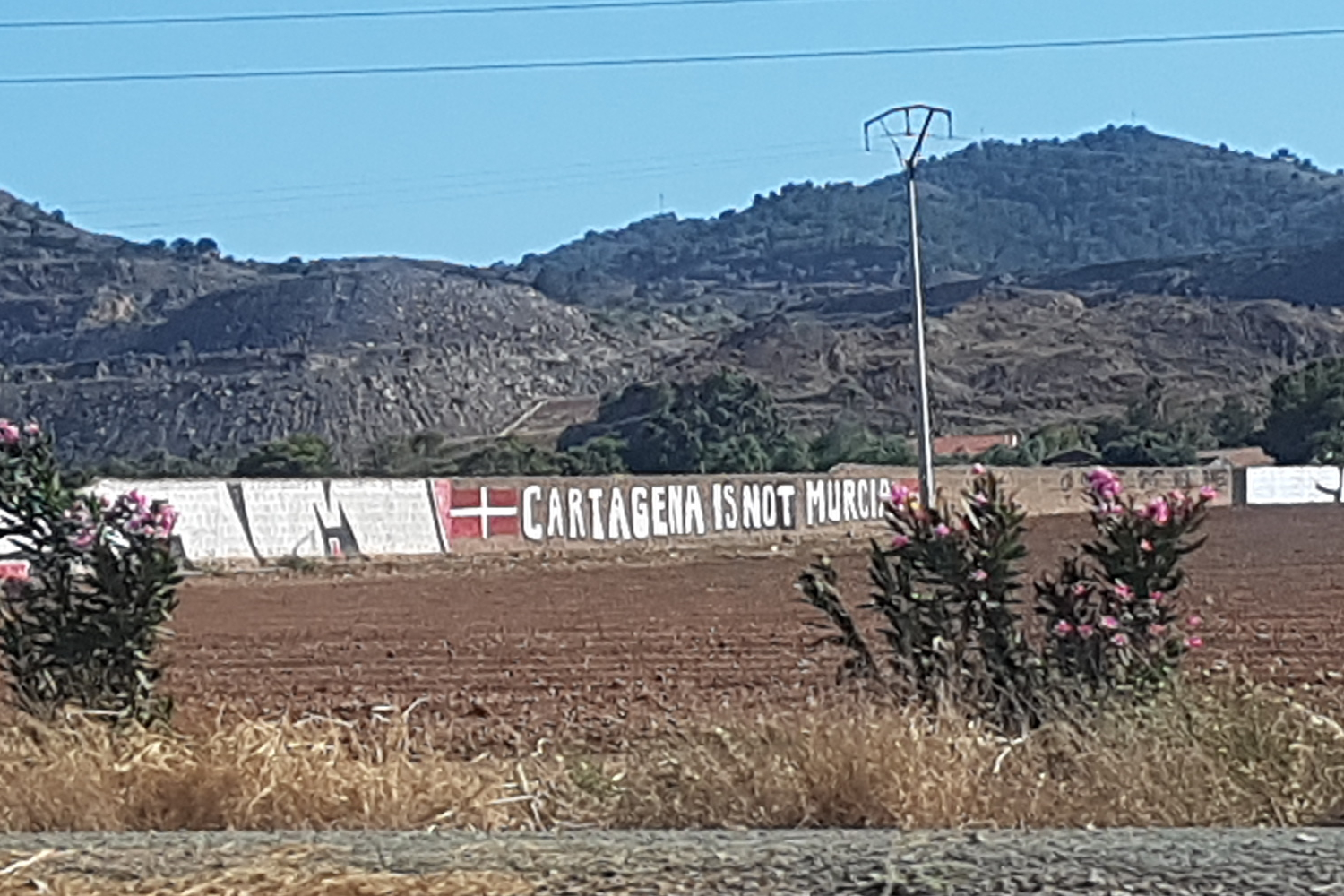
Pintada mural con el mensaje en inglés Cartagena is not Murcia (Cartagena no es Murcia)

En muchas ocasiones se tilda a los cartageneristas de ser antimurcianos, una forma de aversión hacia todo lo relacionado con la capital, Murcia, mientras el centralismo de otras administraciones como el Estado apenas recibe atención. 
En competiciones deportivas, en particular las que tienen lugar en el estadio Cartagonova, pueden verse enseñas con eslóganes antimurcianos, debidas tanto a la rivalidad deportiva entre ambas ciudades (expuesta en el derbi murciano) como a la introducción de manifestaciones políticas por los aficionados. También podemos observar este tipo de pancartas en los partidos del Futsal Cartagena en el Pabellón Wsell de Guimbarda.
Sin embargo, la mayoría de los partidos cartageneristas pretenden una provincia de Cartagena incluida en la actual Región de Murcia, si bien, sometiendo a debate el nombre.

### Municipios afectados
La mayoría de los ciudadanos de los 8 municipios del Campo de Cartagena están a favor de la recuperación de la provincia de Cartagena, según un estudio elaborado por Sigma Dos en marzo de 2014. Más de la mitad de los encuestados se mostraron a favor de la provincia de Cartagena, menos de un tercio se mostró en contra, y el resto no se pronunció. Por municipios, el Sí a la provincia de Cartagena supera al No en los municipios de La Unión, Cartagena, Fuente Álamo, Mazarrón, Los Alcázares y Torre-Pacheco, mientras que en San Javier y San Pedro del Pinatar son más los que prefieren seguir en una Región de Murcia uniprovincial, como en la actualidad.
En términos políticos, durante los inicios de la democracia española el ayuntamiento de Cartagena fue el único del Campo de Cartagena en mostrar interés por formar una provincia. En los últimos años se ha producido un acercamiento que ha cristalizado en apoyos como el de Juan Escudero Sánchez, alcalde de Los Alcázares en 2006, que expresó su apoyo a la nueva provincia tras entrevistarse con representantes de Movimiento Ciudadano. Sin embargo, a nivel electoral, el seguimiento es minoritario en los municipios de la comarca dado que los partidos cartageneristas solo se han presentado en el municipio de Cartagena.

## Formaciones políticas
- Movimiento Ciudadano de Cartagena (MC)
- Partido Cantonal (PCAN)
- Convergencia Ciudadana del Sureste (CCSE)
- Socialistas por Cartagena (SPCT), incluidos en 2015 en la coalición Ganar Cartagena
- Iniciativa Ciudadana Carthaginense (IcCt)[47]
- Partido Cartagenerista (PCt)[34]

## Plataformas sociales
- Plataforma 2es+
- Convergencia Cívica de Cartagena

### Resultados electorales
| Año  | Movimiento Ciudadano       | Partido Cantonal            | Otros                                        | Total                                     |
| ---- | -------------------------- | --------------------------- | -------------------------------------------- | ----------------------------------------- |
| 1979 | --                         | 14.763 votos, 7 concejales  | --                                           | 14.763 votos, 7 concejales                |
| 1983 | --                         | 12.356 votos, 5 concejales  | --                                           | 12.356 votos, 5 concejales                |
| 1987 | --                         | 26.343 votos, 10 concejales | --                                           | 26.343 votos, 10 concejales y la alcaldía |
| 1991 | --                         | 7.654 votos, 3 concejales   | --                                           | 7.654 votos, 3 concejales                 |
| 1995 | --                         | 3.516 votos, 0 concejales   | --                                           | 3.516 votos, 0 concejales                 |
| 1999 | --                         | Integrado en CC. CC.        | 3.396 votos, 0 concejales (CC. CC.)          | 3.396 votos, 0 concejales                 |
| 2003 | 4.507 votos, 1 concejal    | Integrado en MC             | --                                           | 4.507 votos, 1 concejal                   |
| 2007 | 6.308 votos, 2 concejales  | Integrado en MC             | --                                           | 6.308 votos, 2 concejales                 |
| 2011 | 4.633 votos, 1 concejal    | Apoyando a PCt              | 3.115 votos, 0 concejales (SPCT, IcCt y PCt) | 7.748 votos, 1 concejal                   |
| 2015 | 14.545 votos, 5 concejales | 573 votos, 0 concejales     | 2.966, 0 concejales (SPCT)                   | 18.239 votos, 5 concejales, y la alcaldía |
| 2019 | 23.934 votos, 8 concejales | 316 votos, 0 concejales     | --                                           | 24.250 votos, 8 concejales                |

Fuente: Consulta de resultados electorales, Ministerio del Interior